# Monoaminoxidashämmare
Monoaminooxidashämmare, MAOI, MAO-hämmare, är en grupp antidepressiva läkemedel som var de första att användas kliniskt mot depression. Läkemedlen verkar genom att hämma monoaminoxidas (MAO). Monoaminooxidas är en typ av enzym i hjärnan som bryter ned vissa signalsubstanser (monoaminer), framför allt serotonin och noradrenalin (MAO typ 1) samt dopamin (MAO typ 2). Hämningen gör att signalsubstanserna finns kvar längre i synapsen.
MAO-hämmare är effektivt vid atypisk depression (ökad aptit/sötsug, ökat sömnbehov, svår energiförlust och/eller blykänsla i armar och ben, en historia av social ångest/fobi). MAO-hämmare är särskilt effektivt vid social fobi där det är dubbelt så effektivt som SSRI-preparat.
Monoaminooxidashämmare har använts som antidepressiva läkemedel sedan 1950-talet, men nuförtiden har de i allt större omfattning ersatts av TCA och senare av SSRI. Monoaminooxidashämmare har en bred biverkningsprofil därför att läkemedlet binder irreversibelt till monoaminooxidas som finns i flera olika vävnader förutom i centrala nervsystemet. Detta leder bland annat till komplikationer vid intag av aminer via födan som metaboliseras via MAO. Efter en tids användning kan man behöva öka dosen något för samma effekt då levern uppreglerar sin nedbrytning av irreversibla MAO-hämmare efter en tids användning.
Kombination av olika MAO-hämmare, MAO-hämmare och återupptagshämmare (till exempel SSRI) eller överdos kan leda till serotonergt syndrom, ett mycket farligt tillstånd som kan vara dödligt.
MAO-hämmare kan potentiera effekten av andra droger.
Exempel på ett godkänt MAO-hämmande läkemedel i Sverige är moklobemid som bland annat saluförs under varunamnet Aurorix. Andra läkemedel är selegilin, brofaromin, fenelzin, iproniazid, isokarboxazid, nialamid, toloxaton samt tranylcypromin.